# Lijst van Belgische deelnemers aan de Paralympische Winterspelen 2006
Deze lijst van Belgische deelnemers aan de Paralympische Winterspelen 2006 in Turijn. geeft een overzicht van de sporters die zich hebben gekwalificeerd voor de Spelen.
| Paralympiër       | Sport       | Onderdeel | Ervaring |
| ----------------- | ----------- | --- | -------- |
| Natasha De Troyer | Alpineskiën | Reuzenslalom Klasse Visueel Beperkt Afdaling Klasse Visueel Beperkt Super G Klasse Visueel Beperkt Slalom Klasse Visueel Beperkt | Debutant |